# 브리브리어
브리브리어(Bribri)는 코스타리카 남부에서 약 6000명이 사용하는 토착언어이다. 코스타리카의 이대 토착어의 하나이다. 브리브리어는 성조언어로서, 모두 4종류의 성조가 있다. 능격언어이며, 후치동사가 온다. 방언은 동부,서부,태평양 연안부의 세 종류가 있다.

## 브리브리의 뜻
"브리브리"는 브리브리어를 말하는 사람 또는 그 집단을 가리키는 말(고유명사)이며, balíbali라는 단어에서 비롯되었다고 한다. balíbali는 거친 땅, 또는 거친 지형이란 뜻으로 원래 그들이 사는 지역을 나타내는 말이었다. 종족명/민족명으로는 bríbriwak이란 단어를 쓴다. 브리브리어는 ie라고 부르기도 하는데, 이것은 "우리말"이란 뜻으로, 브리브리어 이외의 모든 외국어를 가리키는 Siku ie란 말과 대별된다.

## 언어 계통
치브차어족에 속한다. 다른 어족과의 관련성이 제기되었으나, 확증된 바는 없다. 코스타리카의 다른 토착어이며, 브리브리어와 가장 가까운 카베카르어와는 약 1000년 전에 갈라진 것으로 추정된다.

## 사용현황
약 만명의 브리브리인 가운데 6천명 가량이 브리브리어를 말할줄 아는 것으로 추산된다. 브리브리어 사용자의 수는 조금씩 줄어드는 추세인데, 그 쓰임새가 가정내 대화 및 전통의식 거행 등의 특수한 경우에 한정되어 버렸기 때문이다. 또한 브리브리어만 쓰는 사람들의 수가 줄고 있으며, 스페인어를 쓰는 사람들이 브리브리인의 지역에 들어와 사는 것도 사용인구감소의 원인이다. 스페인어의 강대한 영향력은 브리브리어 자체도 변형시키고 있는데, 브리브리어에 없는 음소가 스페인어의 영향으로 쓰이며, 문법구조도 상당한 영향을 받고 있다. (브리브리어의 문법적 특질인 능격성의 쇠퇴) 브리브리어를 포함하여 코스타리카의 토착언어들은 법적 지위를 부여받지는 못하였으나, 코스타리카 교육부는 1989년부터 지방어로 규정하고 언어보존지원에 힘쓰고 있다. 1985년부터 브리브리인 지구에서는 브리브리어와 스페인어에 의한 양언어병용, 양문화공존 교육이 실시되어 현재까지 이어지고 있다. 코스타리카 수도 산호세에 있는 코스타리카 국립대학교에서는 브리브리어 강좌를 개설하여 들을 수 있도록 하고 있다.

## 방언
브리브리어는 크게 3대 방언으로 나뉜다. 묶음표 안의 명칭은 그 방언이 쓰이는 중심지 지명에서 딴 이명(異名)이다.
- 서부방언(아무레 방언): 서부방언에만 상승조가 있어서 4성 체계이다. (나머지 두 방언은 3성체계이다)
- 동부방언(코로마 방언)
- 태평양 방언(살리티레 방언)

## 음운론적 특징
브리브리어는 7모음 체계이다.
|          | 평모음   | 평모음   | 평모음   | 비모음   | 비모음   | 비모음   |
|          | 전설모음 | 중설모음 | 후설모음 | 전설모음 | 중설모음 | 후설모음 |
| -------- | -------- | -------- | -------- | -------- | -------- | -------- |
| 폐모음   | i        |          | u        | ĩ        |          | ũ        |
| 근폐모음 | ɪ        |          | ʊ        |          |          |          |
| 반개모음 | ɛ        |          | ɔ        | ɛ̃        |          | ɔ̃        |
| 개모음   |          | a        |          |          | ã        |          |

## 정서법

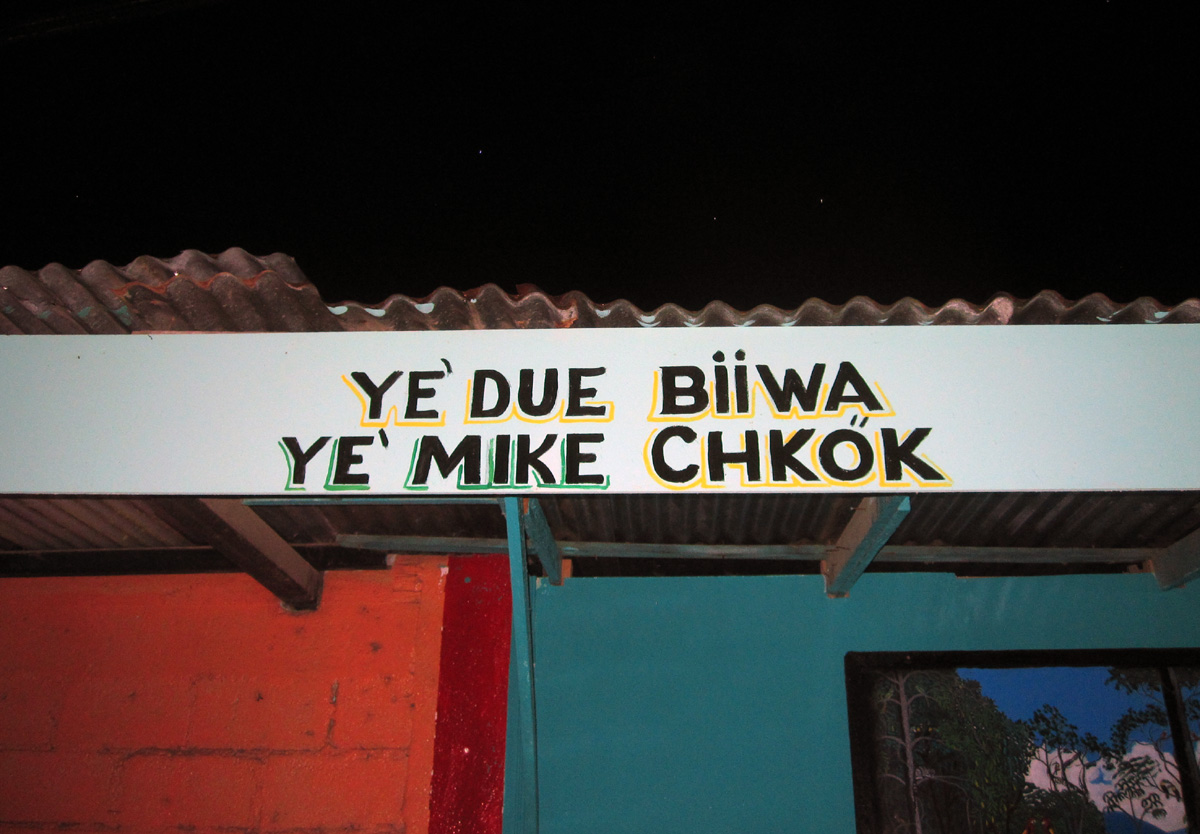
브리브리어로 쓰인 식당 간판 "배 고파 가서 먹자"라고 쓰여 있다

브리브리어는 1900년대까지 문자없는 언어였으며, 그 전까지 모든 것은 구전전승되었다. 코스타리카 대학교에서 처음 연구목적으로 로마자에 바탕한 브리브리어 정서법 체계를 만들었으며, 이것은 학교 교수및 연구의 목적으로 만들어진 것이다. 브리브리어 로마자 정서법은 브리브리어및 스페인어의 이중교수에 쓰였으며, 정서법 체계자체가 스페인어 정서법의 영향을 받았다.